# Apospasta nigerrima
Apospasta nigerrima är en fjärilsart som beskrevs av François Louis Nompar de Caumont de Laporte 1973. Apospasta nigerrima ingår i släktet Apospasta och familjen nattflyn. Inga underarter finns listade i Catalogue of Life.